# Vejprty
Vejprty (německy Weipert) jsou město v okrese Chomutov v Ústeckém kraji v Krušných horách. Leží v nadmořské výšce od 748 do 846 metrů. S německou obcí Bärenstein opticky tvoří jeden celek rozdělený hraničním potokem Polava. Žije zde přibližně 2 800 obyvatel.

## Název
Název města je odvozen z osobního jména Wigberht. Část wig znamenala ve střední horní němčině „boj“ a druhá část „skvělý“. V historických pramenech se název vyskytuje ve tvarech Weyberth (1506), Waippert (1555), zum Weyperth (1616), Weypert (1785), Weipert (1847) a Vejprty nebo Weipert (1854).

## Historie

### Nejstarší dějiny

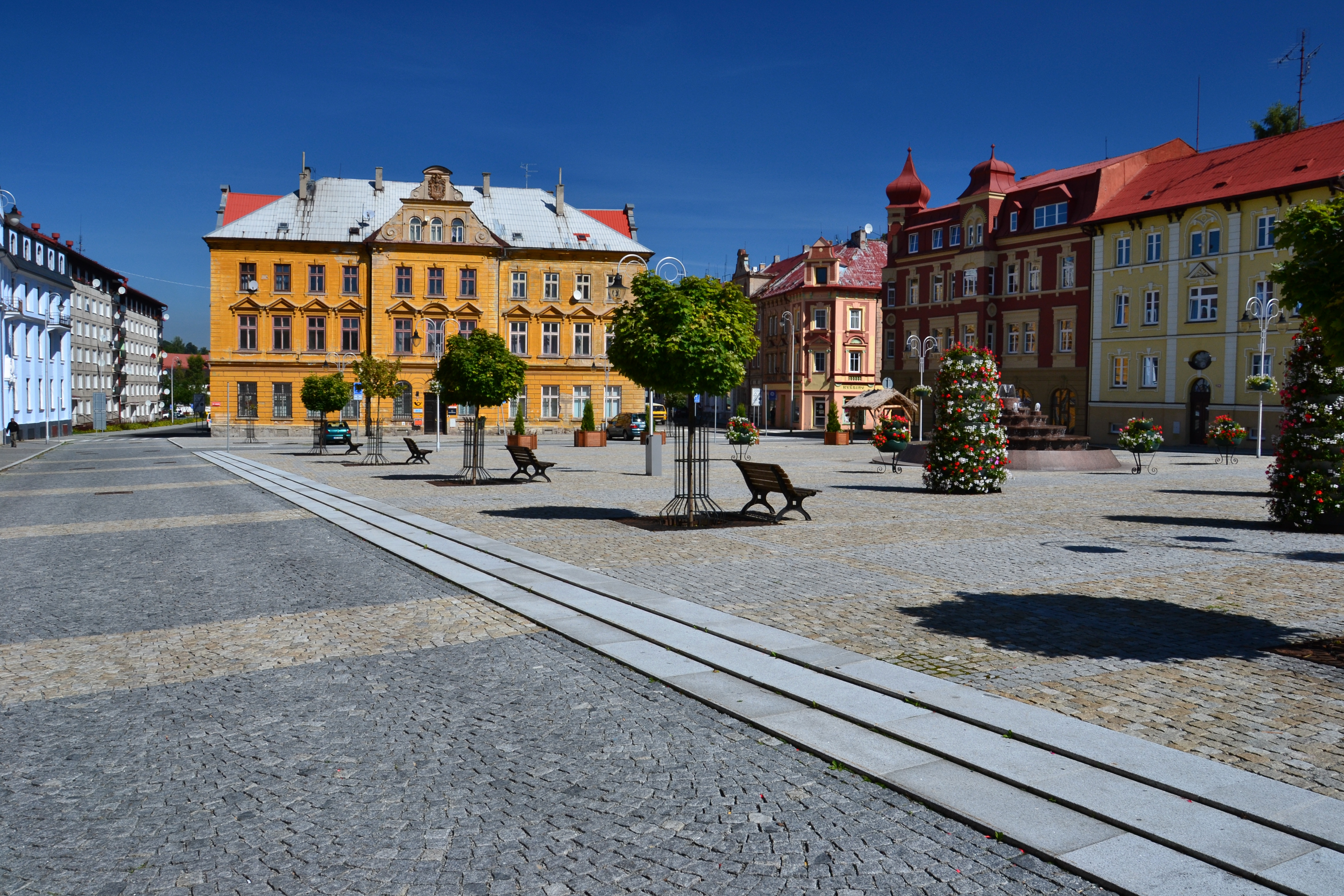
Náměstí T. G. Masaryka s budovou pošty (dříve Poštovní náměstí)

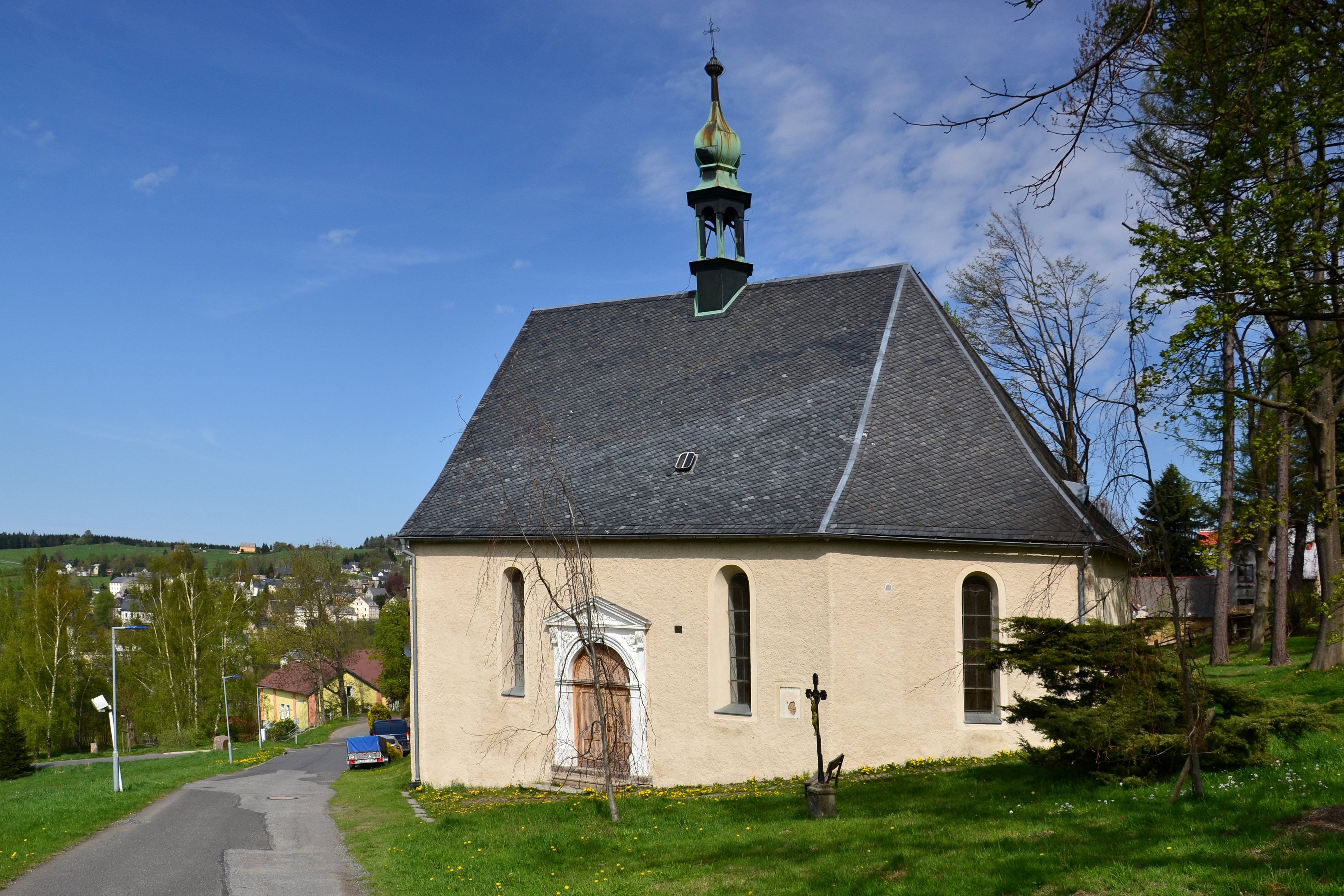
Kostel svatého Martina stál již roku 1551

Krajina v okolí Vejprt byla osídlena na přelomu dvanáctého až třináctého století. Nejstarší osídlení souviselo s existencí obchodní stezky z Lipska do Přísečnice a dále do českého vnitrozemí, jejíž větev procházela Vejprtskem nejpozději od dvanáctého století. Území v té době patřilo královské koruně. Od císaře Karla IV. jej v roce 1351 získali Fridrich a Bernard ze Šumburka. Páni ze Šumburka na svém panství podporovali rozvoj hornictví a zpracování rud. Některý z příslušníků rodu zřejmě nechal hamerníka Weybertha otevřít hamr u přechodu přes Polavu v místech, kde později vzniklo město Vejprty. První zmínka o něm pochází z roku 1413, ale během husitských válek byl hamr roku 1427 nejspíše zničen křižáky.
Další zpráva o hamru Weyberth pochází až z roku 1506, kdy Bohuslav Hasištejnský z Lobkovic dal tento „pustý hamr“ v léno Hansi Schneiderovi. Z hamru se časem vyvinul svobodný statek, jehož součástí byl již roku 1530 železnorudný důl a později také mlýn s pilou. Vznik města souvisí s dalšími objevy rudných žil železa a stříbra, u jejichž výchozů horníci zakládali drobné osady. K zásadnímu rozvoji hornictví došlo po roce 1533, kdy přísečnické panství s Vejprty koupili Šlikové. Patřilo jim ale pouze do roku 1545, kdy panství kvůli rostoucímu vlivu Šliků zabavil císař Ferdinand I.

### Rozvoj a úpadek hornictví
V roce 1550 byl ve vejprtské oblasti v Novém Zvolání založen důl Jan na poušti na polymetalické žíle, která byla náhodně odkryta bouří. Vyskytovaly se v ní nejčastěji chalkopyrit, galenit, rudy kobaltu a stříbra, výjimečně i ryzí stříbro a jiné minerály. O dvacet let později byla přívalovým deštěm odkryta jiná žíla, na které byl založen důl Milostivá ruka Páně. Na přelomu šestnáctého a sedmnáctého století bylo v provozu mnoho dolů: Michal, Feigen, Voršila, Jiří, Římský orel, Mnich, Jan, Tři paní, Pivní desátek aj. V šachtě Louka bylo vytěženo celkem 1144 kg stříbra.
Na objevení stříbrné žíly odkazuje i vyvrácená jedle ve znaku města.
Kromě stříbra se u města těžila také železná ruda. Železná ruda se dobývala i v převážně stříbrném dole Jan na poušti a z období 1530–1550 je znám železný důl Pavla Spindlera z Magdeburgu. V severní části vejprtského revíru se nacházelo několik menších dolů a v dole Marie pomocná se krevel těžil společně s rudami olova.
Vejprty v šestnáctém století zůstávaly poddanským městečkem a na rozvíjejícím se dolování bohatla především vrchnost, kterou byli do roku 1583 Lobkovicové a poté česká koruna. Stížnosti obyvatel vyslyšel císař Rudolf II., a roku 1607 vydal listinu, která vejprtským obyvatelům poskytla množství práv a svobod. Mimo jiné k nim patřilo osvobození těžařů a horníků od roboty a velké části poplatků, právo svobodného příchodu a odchodu, možnost nakládat se svým majetkem nebo používat vykázané pastviny a těžit dřevo v panských lesích. Královští úředníci ani přísečnická vrchnost však listinou udělená práva nerespektovala, a ke zlepšení stavu došlo až roku 1617, kdy císař Matyáš povýšil Vejprty na královské horní město a zároveň jim potvrdil starší práva a svobody. Město za to muselo zaplatit 2224 kop a dvanáct grošů. I přes veřejnou sbírku si museli vejprtští půjčit 600 rýnských zlatých.
Během třicetileté války došlo k výraznému útlumu těžby a její obnova byla jen pomalá, protože v okolí nebyl dostatek pracovních sil a samotné doly velmi zpustly. Obecní prostředky podpořené daňovými úlevami nestačily, a tak byly nové doly zakládány a staré prozkoumávány až počátkem osmnáctého století za účasti finančně silnějších těžařů. Jednou z příčin úpadku hornictví byl proces protireformace zahájený po bitvě na Bílé hoře. Velké množství protestantských horníků odešlo do Saska, aby se nemuseli vzdát své víry. Část těchto exulantů se usadila hned na opačném břehu Polavy, kde založili několik nových kolonií a zasloužili se o rozvoj celé oblasti saského pohraničí, hlavně pak osady Bärenstein.

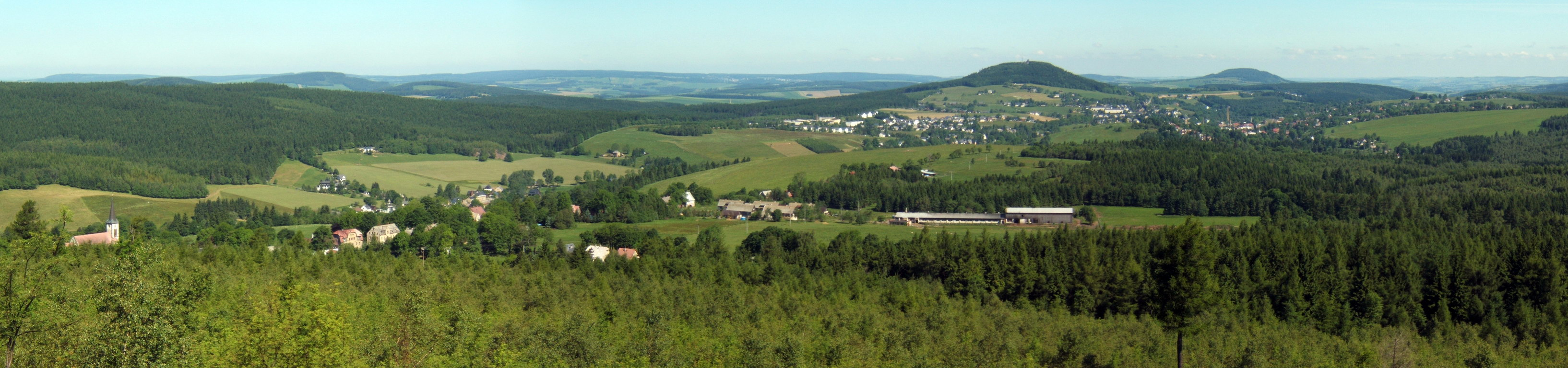
Panoramatický pohled z Kamenného vrchu směrem k Novému Zvolání

Samotná třicetiletá válka městu sice neublížila tolik jako nedaleké Přísečnici, ale i tak bylo město po jejím skončení ve špatném stavu. Podle berní ruly v něm bylo 92 obydlených usedlostí. Z obyvatel se hornictvím živil pouze jediný horník. Naprostá většina obyvatel se zabývala zemědělstvím. Z 24 řemeslníků se výlučně řemeslu věnoval jen jeden uhlíř a ostatní kromě toho obdělávali také půdu. Výrobní struktura města se skládala jen ze základních řemesel nezbytných pro zajištění potravin a oděvů. Výjimku tvořili formani, kteří využívali polohy města u významné obchodní cesty. Zemědělská půda města měla výměru přibližně 122 hektarů, ale vzhledem k vysoké nadmořské výšce nebylo pěstování plodin příliš efektivní a v průměru při sklizni poskytovalo jen dvojnásobek výsevu. Významnější byl chov skotu. Obecní stádo se podle berní ruly skládalo z 203 krav a 113 jalovic. Celkově tak v polovině sedmnáctého století Vejprty patřily mezi hospodářsky velmi slabá řemeslnicko-zemědělská města.
Po roce 1713 bylo otevřeno 22 dolů, ale mnoho z nich jejich majitelé brzy uzavřeli, protože nemohli hradit vysoké náklady na odčerpávání důlních vod. Po roce 1722 byla uzavřena tavicí huť, a později dokonce zbořena. Sedmiletá válka se stala příčinou uzavření dalších dolů, protože během ní stát nemohl těžaře podporovat. Teprve po jejím skončení mohlo město věnovat pětinu daně na provoz dolu Jan na poušti a v roce 1766 byla státem otevřena nejhlubší dědičná štola vejprtského revíru Klement, která však nezastihla žádné rudné žíly. V devatenáctém století již byly stříbrné doly nerentabilní. Příčinou byla kromě vyčerpání ložisek také nemožnost spojovat jednotlivé doly do větších důlních celků způsobená konfigurací terénu a charakterem stříbronosných žil. V roce 1854 stát nechal zastavit práce v dolech Milostivá ruka Páně a Jan na poušti. Poslední pokusy o obnovu dolů proběhly v polovině dvacátého století, kdy zde byla neúspěšně hledána ložiska smolince, barytu a fluoritu. Naproti tomu v sousedním německém Niederschlagu se smolinec úspěšně těžil. Pozůstatky řady hornických děl byly po roce 1989 zlikvidovány. Z ostatních se dochovaly často jen zaslepená ústí šachet nebo haldy porostlé náletovými dřevinami. Po roce 2000 byla vyčištěna štola Antonína Paduánského z let 1766–1789 v Jiráskově ulici, ale vzhledem k pozdějšímu velkému závalu nebyla zpřístupněna. Odhaduje se, že vejprtské doly vyprodukovaly od šestnáctého do devatenáctého století asi 11,5 tuny stříbra.

### 18. století
Přestože na přelomu sedmnáctého a osmnáctého století došlo k poslednímu rozmachu hornictví, výnosy dolů byly menší než dřív, a obyvatelé museli hledat jiné zdroje obživy, kterými se stalo krajkářství, výroba prýmků a pušek. Město také postihly války, které vedla Marie Terezie se svými odpůrci. V roce 1741 muselo město ve válkách o rakouské dědictví dodat do Lokte pouze množství ovsa a sena. Horší byly důsledky sedmileté války. Na jejím počátku se v polním opevnění utábořily císařské oddíly husarů a Chorvatů, které roku 1757 napadlo pruské vojsko. Střetnutí skončilo ústupem husarů, zatímco chorvatský oddíl byl pobit do jednoho. Po zbytek války město střídavě ovládaly obě bojující strany, kterým muselo vyplácat vysoké kontribuce. Kromě poplatků město trpělo četnými pobyty a průchody vojáků.
Přes válečné strádání se ve městě začala rozvíjet řemeslná výroba. Významné bylo zejména puškařství, které navázalo na tradici výroby hlavní započatou již v první polovině sedmnáctého století. Sedmiletá válka a později napoleonské války způsobily růst státních zakázek na dodávky ručnic. Například roku 1758 museli vejprtští puškaři dodat tři tisíce pušek. V osmdesátých letech osmnáctého století potom výrobci dosáhli zřízení státní zkušebny pro nastřelování hlavní vojenských pušek, která do té doby působila jen v Praze. Úpadek puškařství nastal s koncem napoleonských válek. Výroba sice přetrvala, ale nedokázala zareagovat na nárůst poptávky v polovině devatenáctého století. Roku 1864 proto ministerstvo války výrobu vojenských zbraní zastavilo, a nadále se vyráběly zejména lovecké pušky. Vyráběly se také součástky pro zahraniční puškařské firmy a rozběhla se výroba pušek pušek Mannlicher. Výroba zbraní zaměstnávala ještě v roce 1898 kolem 500 dělníků.

### 19. století

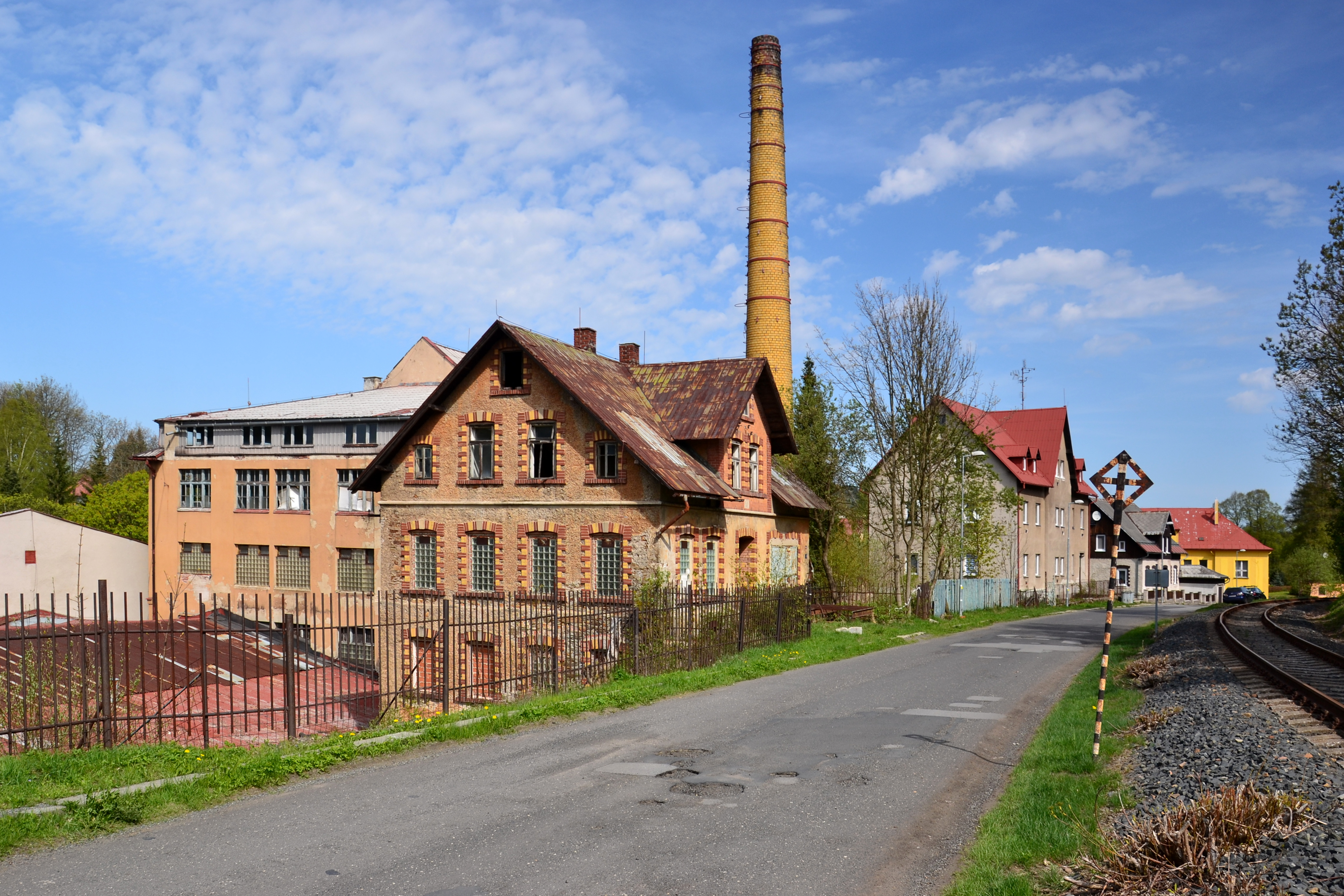
Průmyslový objekt v ulici Komenského

Napoleonské války se města přímo nedotkly, ale lidé trpěli průchody armád, které tudy roku 1813 táhly, aby se zúčastnily bitvy u Lipska. Přímo přes Vejprty v srpnu procházely carské a císařské oddíly, kterým museli měšťané dodávat potraviny, píci a další potřeby. Vojskům veleli generálové Jan z Klenové a hrabě Friedrich Kleist.
Převážně domácí výroba prýmků se díky vývoji textilních strojů začala měnit na tovární, a ve městě proto vznikla řada menších továren, které tvořily výrobní komplex od spřádání a barvení k výrobě prýmků a později jiného textilního zboží. Od roku 1806 fungoval významný podnik Franze Pohla zaměřený na výrobu punčoch, čepců a jiného pleteného zboží. Ve třicátých letech devatenáctého století se zlepšila dopravní situace. Na stavbu silnic přispěla hraběnka Gabriela Buqoyová, která nechala postavit také silnici přes Kovářskou do Kalku.
V letech 1843, 1847, 1848 a 1859 způsobila neúroda brambor nedostatek potravin. Přestože obyvatelé města i jeho okolí hladověli, vyváželo se obilí z úrodnější Mostecké pánve do Saska. Obyvatelé Vejprt a dalších vesnic na Vejprtsku a Přísečnicku začali vozy s obilím přepadávat, a dokázali porazit i vojenský doprovod. K největším nepokojům docházelo na jaře roku 1843, kdy pětiliberní chléb zdražil 45 krejcarů, což představovalo přibližně týdenní výdělek krajkáře nebo tkalce. Loupežím zabránila až velká vojenská posádka, která přišla do Kovářské, a menší oddíl také do Vejprt. Přesto se život ve městě úspěšně rozvíjel. V roce 1865 byla otevřena státní spořitelna a roku 1911 ji doplnila městská spořitelna. Důležitým impulzem budování průmyslu se stalo zprovoznění železniční trati Chomutov–Vejprty s pokračováním do Chemnitz v roce 1872. Ve stejném roce byl zásluhou továrníka Jindřicha Englerta založen sbor dobrovolných hasičů. Poštu měly Vejprty od roku 1782, ale v roce 1845 byl otevřen nový poštovní úřad. Poštovní posel jezdil pro poštu dvakrát týdně do Jáchymova a Karlových Varů a čtyřikrát týdně, až do otevření železnice, do Hory Svatého Šebestiána. Na přelomu devatenáctého a dvacátého století se nová budova pošty stala dominantou tehdejšího Poštovního náměstí. Koncem devatenáctého století začala být budována rozvodná elektrická rozvodná síť napájená elektrárnou firmy Zahm zaměřené na výrobu kabelů. V roce 1897 ji nahradila městská elektrárna, která musela být pro značnou poptávku roku 1904 rozšířena.

### Novodobé dějiny

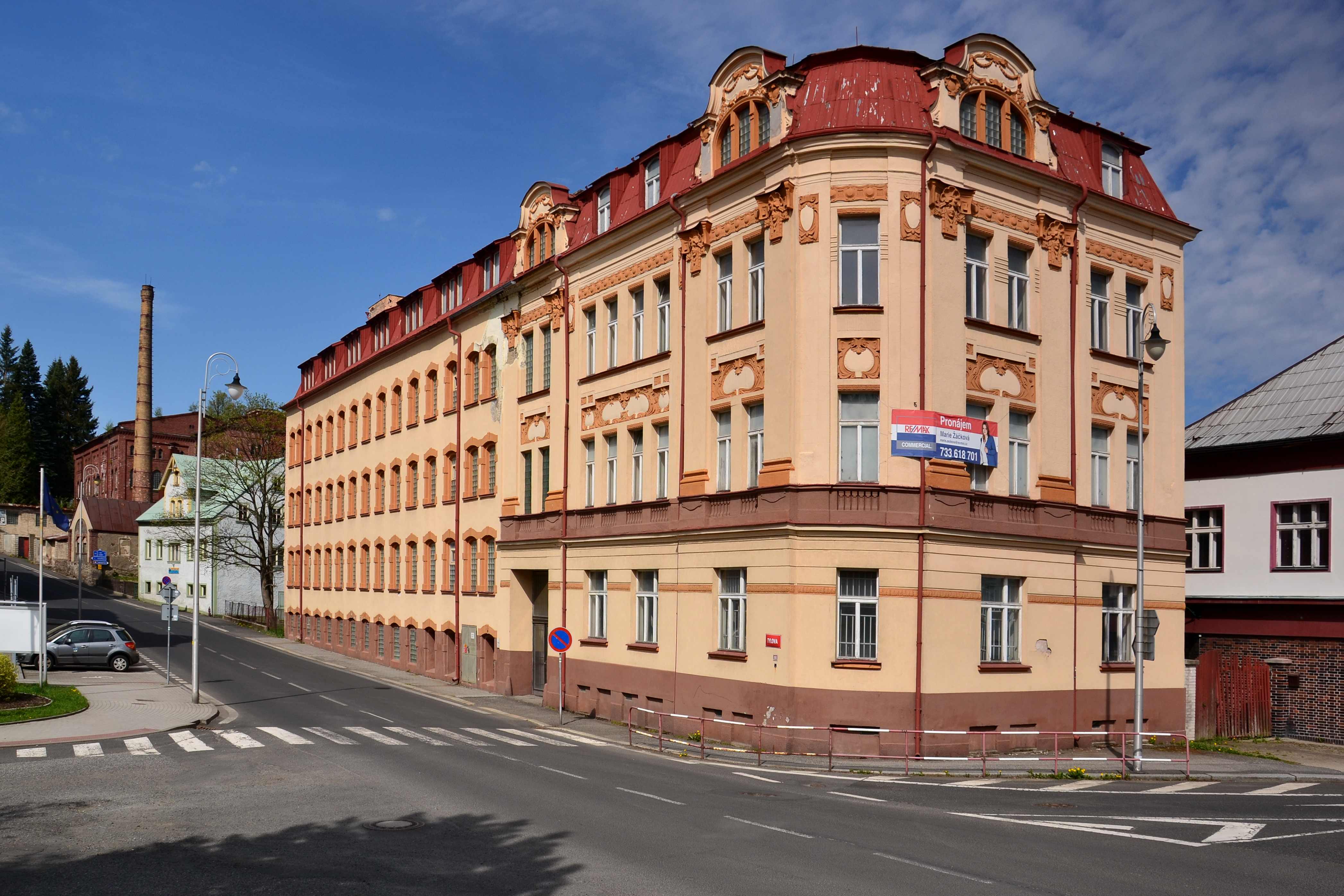
Dům v Tylově ulici

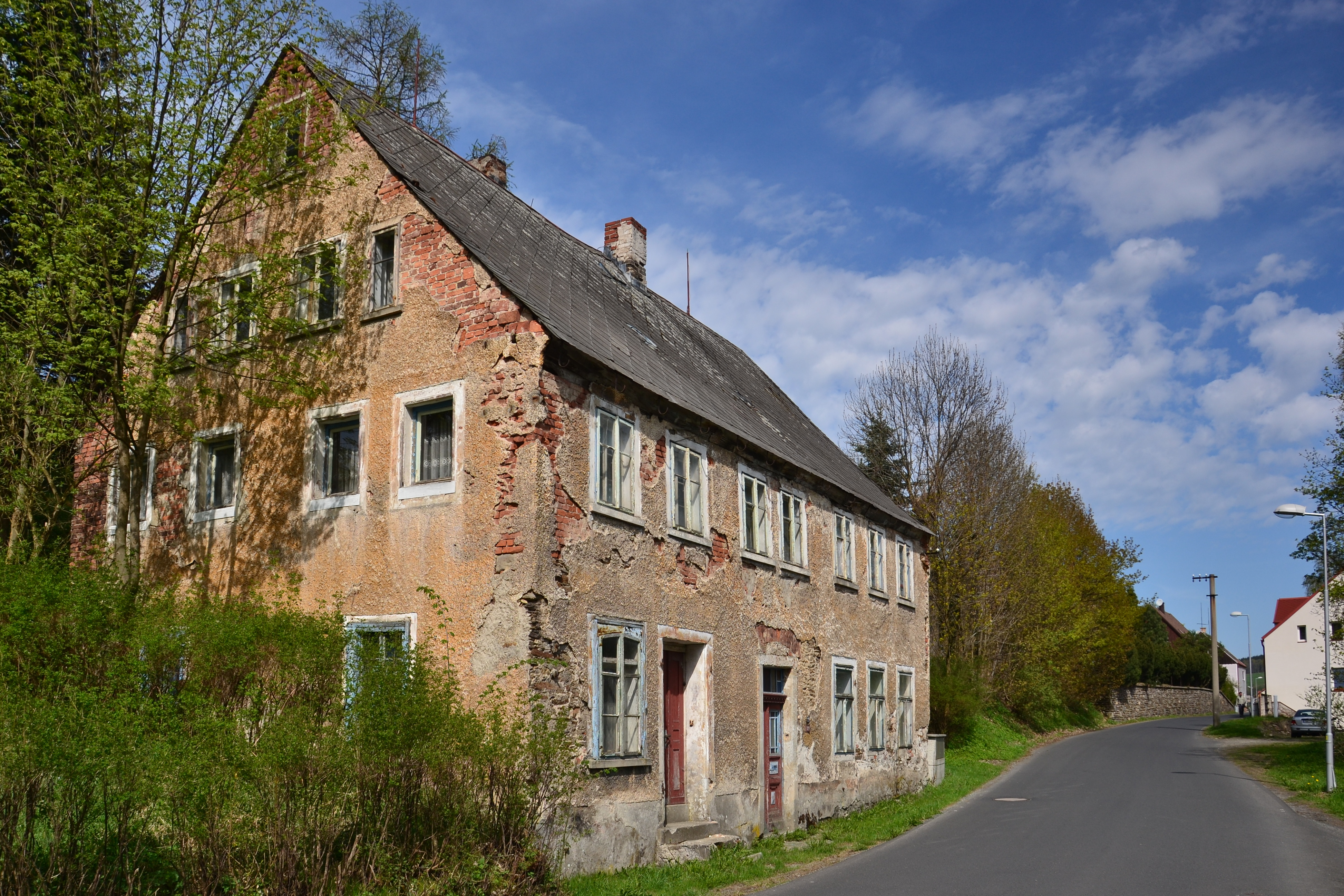
Dům v Husově ulici

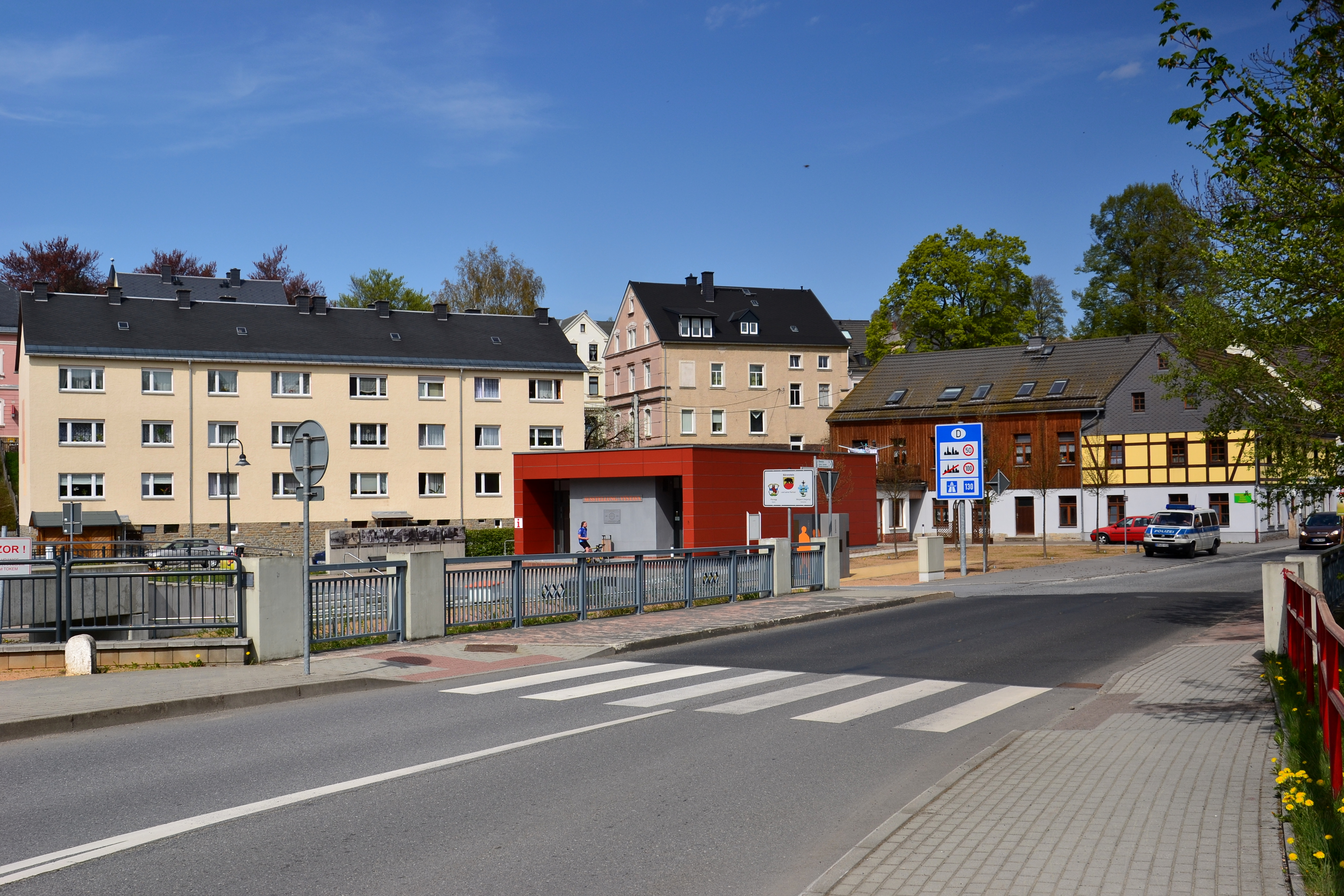
Hraniční přechod a most přes Polavu

V prvním desetiletí dvacátého století město řešilo stavbu vodovodu, protože voda ve stávajících studnách nevyhovovala, a koncem devatenáctého století se začalo šířit onemocnění tyfem. Po dlouhém zvažování a vyjednávání s majitelem pozemků byla stavba roku 1908 zahájena. Vodovod do města přiváděl vodu zejména z Velkého Špičáku a postupně musely být postaveny čtyři vodárny.
Počátek první světové války zpomalil rozvoj města. Vejprtští vojáci patřili k chomutovskému 92. pěšímu pluku, který utrpěl velké ztráty na srbské frontě hned na začátku války. Celkem v boji padlo nebo na následky zranění ve válce zemřelo 433 vejprtských mužů. V samotném městě se zejména na konci války výrazně projevoval nedostatek potravin, v jehož důsledku zemřela řada lidí hlady. Jedním ze způsobů jak zajistit potraviny alespoň dětem se stala dobročinná akce Dítě jako host vyhlášená roku 1917 císařem Karlem I. V rámci akce byly děti z Vejprt a okolních vesnic za doprovodu učitelů odvezeny vlakem do Uher, kde strávily několik týdnů na statcích s dostatkem jídla.
V převážně německém městě během války rostla nevraživost vůči Čechům, kteří byli obviňováni ze špatné situace ve městě i ve zbytku monarchie. Po vzniku Československa se Vejprty staly součástí provincie Německé Čechy vyhlášené 29. října 1918. V souvislosti s tím byla ve městě na krátkou dobu uložena část státního pokladu z žatecké banky, které mělo být podle správních orgánů provincie odvezeno do Německa. Poklad byl ve Vejprtech nejprve zadržen, později odvezen do Lipska a posléze se přes Vídeň vrátil do Prahy. Provincie vydávala a ve Vejprtech tiskla vlastní nouzové peníze. Měly podobu poukázek v hodnotách 5, 20, 100 a později také 500 a 1000 korun. Německé Čechy zanikly 16. prosince 1918 a 17. ledna 1919 do města vstoupily jednotky československé armády.
Meziválečné období proběhlo ve znamení mírného pokroku a rozvoje. Brzy po první světové válce byl zbořen velký pomník císaře Josefa II. Roku 1923 byla nerentabilní vejprtská elektrárna přestavěna na rozvodnu a napojena na Městskou elektrárnu v Kadani. Ve stejném roce vzniklo veřejné koupaliště. V roce 1927 zahájila provoz první autobusová linka do Jáchymova a později také do Perštejna. Rostoucí počet obyvatel si vyžádal stavbu nového vodovodu, který přiváděl vodu z pramenů v Loučné. Poptávka po arsenu umožnila v letech 1923–1924 otevřít u staršího dolu Dreikönig tzv. Jedovou šachtu s výskytem arsenopyritu. Její uzavření zapříčinil výbuch v důsledku špatné údržby, který zapříčinil smrt šesti horníků.
V období těsně před druhou světovou válkou proběhla řada potyček mezi Stráží obrany státu a oddíly sudetoněmeckých freikorps. Vyvrcholily 25. září 1938, kdy příslušníci sudetoněmecké strany vyhodili do vzduchu železniční trať na okraji města, a způsobili vykolejení vlaku. V té době již probíhala evakuace českých obyvatel a 5. října bylo město obsazeno jednotkami wehrmachtu. Válka znamenala omezení a postupnou likvidaci výroby. Měšťanská škola byla upravena na nemocnici a vyučování částečně probíhalo v budovách továren. Vejprtské firmy trpěly špatnými dodávkami surovin, a nedokázaly konkurovat německému průmyslu, i když ve městě byly zřízeny dva zajatecké tábory, jejichž zajatci pracovali v továrnách. Do koncentračních táborů bylo z města odvezeno 57 mužů a čtyři ženy, z nichž pět zemřelo. Další obyvatelé však byli odvezeni do jiných táborů.
Osvobození města Rudou armádou proběhlo 8. a 9. května 1945. Spojení s vnitrozemím zpočátku zajišťoval pluk revolučních gard Albatros a prapor Železo, jehož úkolem bylo zajistit bezpečný provoz na železniční trati. Bezpečnost ve městě a v okolí měli na starost četníci a členové pohraniční stráže, kteří se do města vrátili z vnitrozemí, dále dvě roty vojenské posádky a jednotka Rudé armády. Kromě jiného bylo jejich cílem omezit pašování.
Neorganizované odsuny německých obyvatel začaly již v roce 1945. Organizované odsuny obyvatel Vejprt a sousedních vesnic probíhaly od března do října roku 1946. Do Německa během nich odcestovalo 9910 lidí, přičemž při sčítání obyvatel ze 17. května 1939 ve městě žilo 10 667 lidí. Další němečtí obyvatelé se však vystěhovali ještě v dubnu roku 1948. Osidlování vyprázdněného města Čechy se nedařilo. V roce 1945 se sice vraceli obyvatelé, kteří museli město opustit před válkou, a přicházeli drobní zemědělci, ale nejistá budoucnost průmyslu a drsné přírodní podmínky způsobily, že se počet obyvatel města nevrátil ani na polovinu předválečného stavu.
S koncem druhé světové války ukončil svou činnost také vejprtský pivovar. Právo vařit pivo městu udělil v roce 1607 císař Rudolf II. Město mívalo jednu varnu, ve které ročně vařilo dvě až tři várky piva a zbývající čas ve varně si losováním rozdělili jednotliví majitelé domů, kteří potom pivo sami prodávali. Až roku 1840 vaření piva převzal pivovarnický spolek, který také nechal postavit nový pivovar zprovozněný roku 1869. Vejprtské pivo však bylo dlouhodobě nekvalitní, a tak se pivo dováželo zejména z Přísečnice, Klášterce, Chomutova, Vernéřova, Libočan, a dokonce i z Plzně. Pivovar ve městě měl přesto výstav 13 701 hektolitrů v roce 1910 a 16 950 hektolitrů v roce 1920. O uzavření pivovaru rozhodla rada ONV Vejprty v roce 1947.
Zbrojařská firma Morgenstern byla připojena k družstvu Lověna Praha a firma Bittner přejmenovaná na Krušnohorskou továrnu zbraní skončila pod správou opočenské firmy Dušek. Pro oba podniky to znamenalo ukončení výroby na přelomu čtyřicátých a padesátých let dvacátého století. Podobně skončily i další vejprtské firmy. Do urbanistické podoby města výrazně zasáhlo stanovení 100–200 metrů širokého pohraničního pásma, ve kterém bylo v roce 1952 zbouráno 53 domů a sedm továren. Dalších 115 budov zaniklo roku 1960 a 43 budov v roce 1969. Důvodem byla výstavba nových bytových domů určených pro rodiny příslušníků vojenského útvaru a pro obyvatele zanikající Přísečnice. Zahájena byla také výstavba panelových domů, ve kterých bylo v roce 1973 k dispozici 354 bytů. Po druhé světové válce neudržovaný vodovod byl sedmdesátých letech dvacátého století nahrazen novým, který byl napojen na přípojku v Kovářské.
K oživení města přispělo v roce 1991 otevření hraničního přechodu pro pěší a vznik tržnice v objektu bývalých kasáren. Tržnice vyhořela roku 1998. Opraven byl také železniční most a od roku 1994 zahájen mezinárodní provoz na železniční trati do Bärensteinu. Pravidelná osobní doprava na trati však byla v jízdním řádu 2015/2016 zastavena a spojení s Chomutovem zredukováno na malé množství víkendových spojů. Většina rozsáhlé nádražní budovy byla zbořena v letech 2011–2013. Hraniční přechod byl v roce 2005 rozšířen i pro osobní automobily. Nezdařená privatizace vejprtských podniků vedla k zániku poboček firem TOSTA a Amati, ale výrobu manipulační techniky ve firmě Belet se podařilo udržet. K nově vzniklým podnikům patří kovovýrobní firma Setja.
Dne 19. ledna 2020 došlo ve městě k tragédii, kdy došlo k požáru v domě pro hendikepované, který si vyžádal osm obětí na životech klientů.

## Obyvatelstvo
Při sčítání lidu v roce 1921 zde žilo 10 256 obyvatel (z toho 4692 mužů), z nichž bylo 96 Čechoslováků, 9832 Němců, jeden Žid, pět příslušníků jiných národností a 322 cizinců. Převládala římskokatolická většina, ale žilo zde také 410 členů evangelických církví, dva členové církve československé, 36 židů, šestnáct příslušníků nezjišťovaných církví a 102 lidí bez vyznání. Podle sčítání lidu z roku 1930 mělo město 11 751 obyvatel: 238 Čechoslováků, 11 751 Němců, dva Židy, jednoho příslušníka jiné národnosti a 407 cizinců. I tentokrát dominovala římskokatolická církev. Počet evangelíků se zvýšil na 565 a kromě nich zde žilo sedm členů československé církve, 41 židů, deset členů nezjišťovaných církví a 427 lidí bez vyznání.
|           | 1869  | 1880  | 1890  | 1900  | 1910   | 1921   | 1930   | 1950  | 1961  | 1970  | 1980  | 1991  | 2001  | 2011  | 2021  |
| --------- | ----- | ----- | ----- | ----- | ------ | ------ | ------ | ----- | ----- | ----- | ----- | ----- | ----- | ----- | ----- |
| Obyvatelé | 5 349 | 6 308 | 8 196 | 9 850 | 11 692 | 10 256 | 11 751 | 4 476 | 4 467 | 3 546 | 3 820 | 3 256 | 3 268 | 2 891 | 2 651 |
| Domy      | 502   | 575   | 686   | 786   | 860    | 906    | 1 088  | 1 139 | 691   | 607   | 488   | 586   | 602   | 618   | 613   |

## Městská správa
Vejprty leží v Ústeckém kraji v okrese Chomutov a patří k obci s rozšířenou působností Kadaň. V letech 1869–1890 jsou Vejprty uváděny jako součást okresu Kadaň, v období 1900–1930 potom v okrese Přísečnice. Od 9. května 1945 se Vejprty staly centrem politického okresu, ke kterému patřily obce České Hamry, Dolina, Dolní Halže, Horní Halže, Kamenné, Kotlina, Kovářská, Kryštofovy Hamry, Kunov, Měděnec, Nová Víska, Petlery, Černý Potok, Podmilesy, Přísečnice, Rusová, Sobětice, Kýšovice, Třebíška, Úbočí, Volyně a Vykmanov. Tento okres zanikl a jeho území bylo od 1. ledna 1949 připojeno k okresu Karlovy Vary-okolí, u kterého zůstalo do územní reorganizace v roce 1960. Od té doby jsou Vejprty součástí okresu Chomutov.

### Místní části
Od 1. ledna 1986 k městu patří části Výsada a České Hamry. V letech 1961–1974 byl součástí města také Černý Potok, v letech 1986–1991 také Háj a Loučná.

### Zastupitelstvo a starosta
V místních volbách se volí patnáct členů obecního zastupitelstva. Ve volbách do obecního zastupitelstva na funkční období 2014–2018 byla volební účast v obci 48,53 %. Ze zvolených zastupitelů bylo pět členy ODS, jeden patřil k ČSSD a ostatní byli bez politické příslušnosti. Starostkou se stala Jitka Gavdunová.

### Městské symboly
Vlajka byla městu udělena rozhodnutím předsedy Poslanecké sněmovny Parlamentu České republiky dne 19. ledna 2007.

## Doprava
Město leží na železniční trati Chomutov–Vejprty se zastávkami Vejprty, Vejprty koupaliště, Vejprty zastávka a České Hamry a silnicích druhé třídy II/219 a II/224.

## Školství

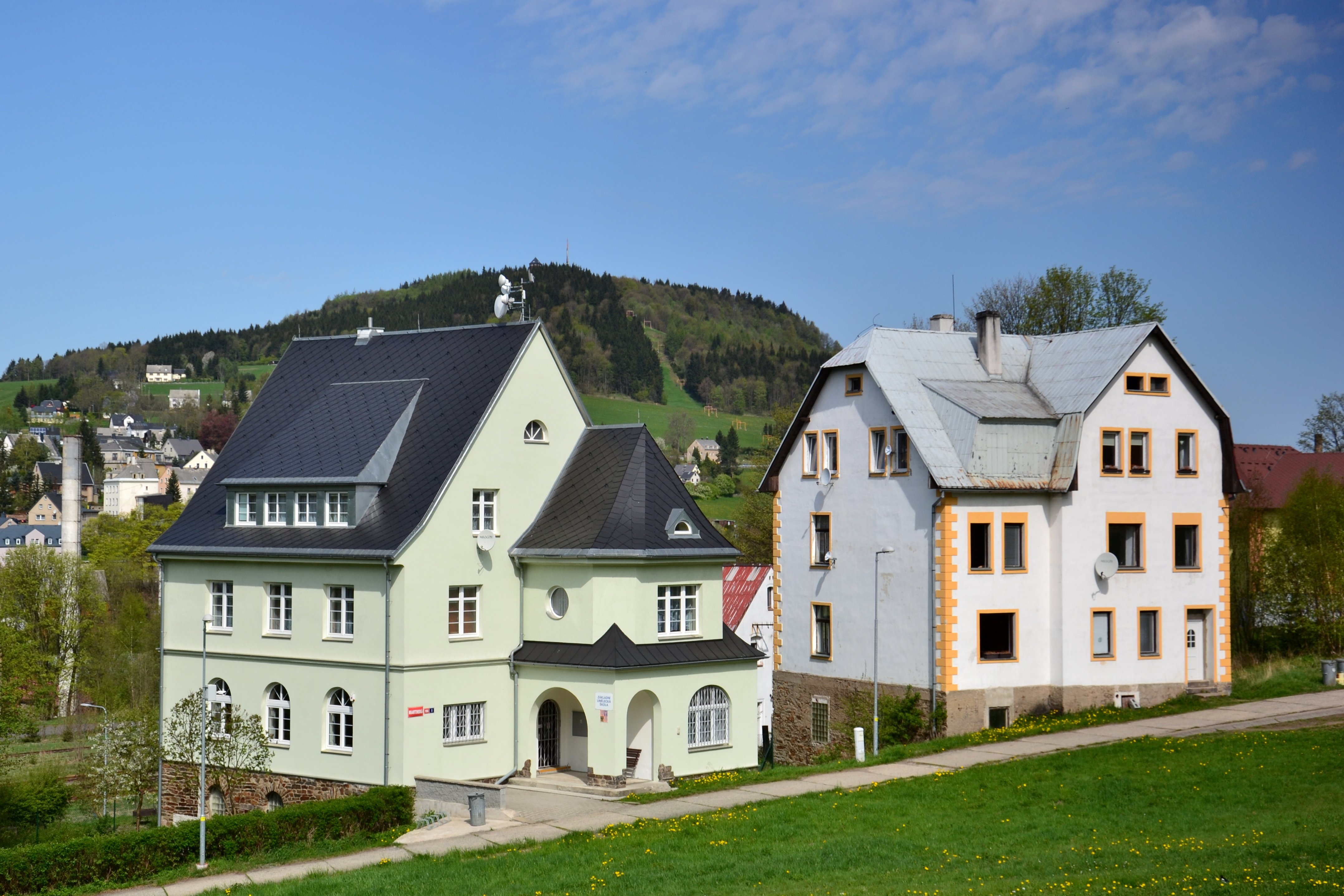
Budova Základní umělecké školy (vlevo)

Nejstarší škola ve Vejprtech byla poprvé zmíněna v roce 1616. Až do roku 1869 vybírali zájemce o učitelská místa zdejší faráři. Nová školní budova na Kostelním náměstí byla založena roku 1876. Vejprtská obecná škola měla pobočku v místní části Grund. Pobočka se v roce 1889 osamostatnila a roku 1893 přestěhovala do nové budovy. Roku 1878 se z obecné školy oddělila obecná škola pro dívky. Od roku 1875 byla otevřena nejprve dvoutřídní měšťanská škola, jejímž sídlem se po několika stěhováních stala budova čp. 723. Od prosince roku 1885 ve městě působilo střední odborné učiliště, ve kterém se o tři roky později začali učit také obchodní učedníci. V roce 1914 ve městě byla kromě pěti obecných škol i chlapecká a dívčí měšťanská škola, pomocná škola, prýmkařské učiliště a dvě pokračovací školy pro učně. Jednotřídní českou školu se české menšině podařilo otevřít roku 1925. Sídlila v budově německé dívčí obecné školy. V budově bývalé prýmkařské školy funguje městský úřad.
V roce 2018 ve městě působila Základní a mateřská škola Vejprty s kapacitou 450 žáků v základní a 105 žáků v mateřské škole a Základní umělecká škola založená v roce 1950 s pobočkou v Kovářské.

## Kultura
- Mezinárodní sochařské sympozium ve Vejprtech (1993–2012)

## Sport
Ve městě sídlí fotbalový klub TJ Slovan Vejprty. 

## Pamětihodnosti

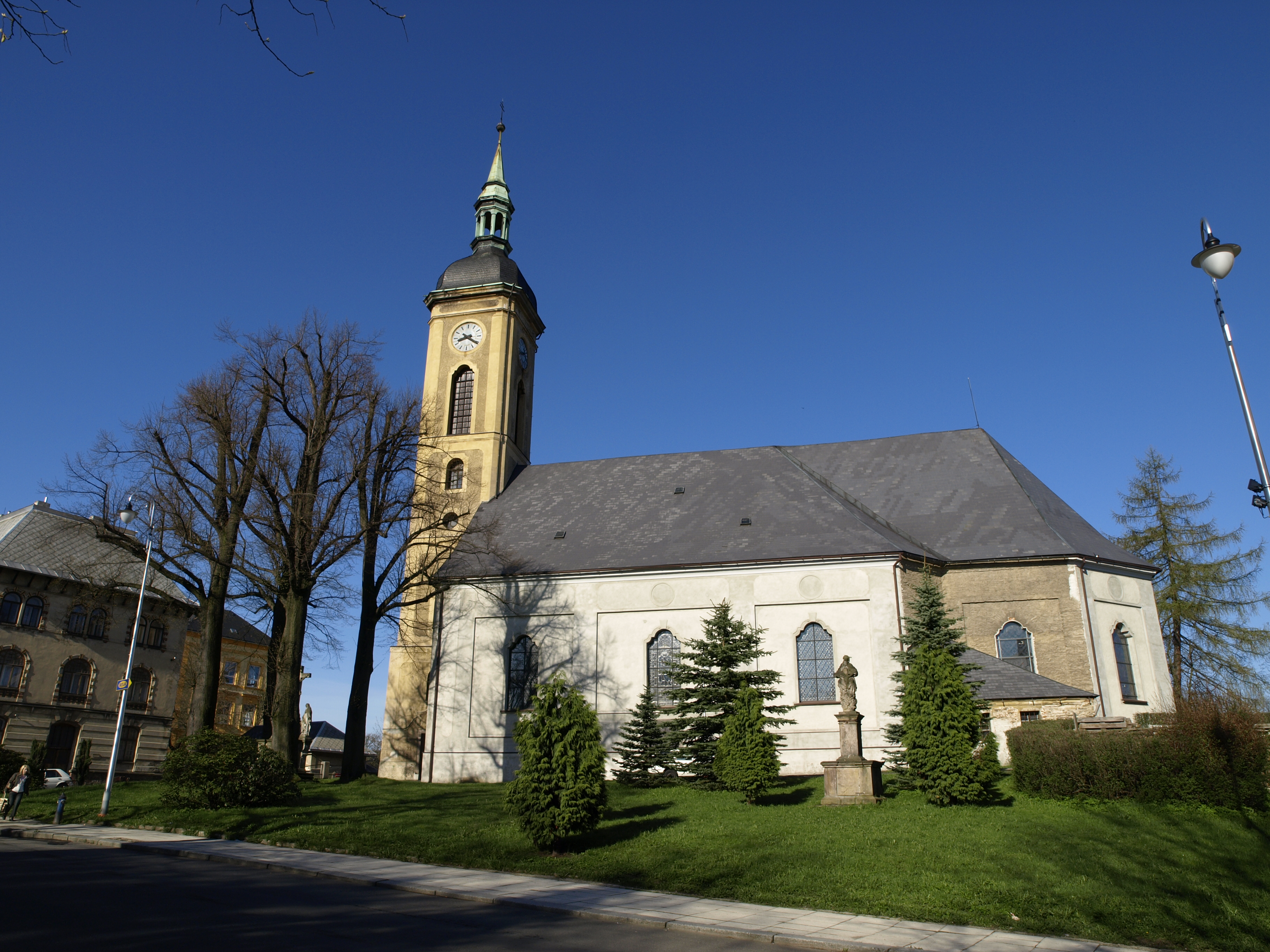
Kostel Všech svatých

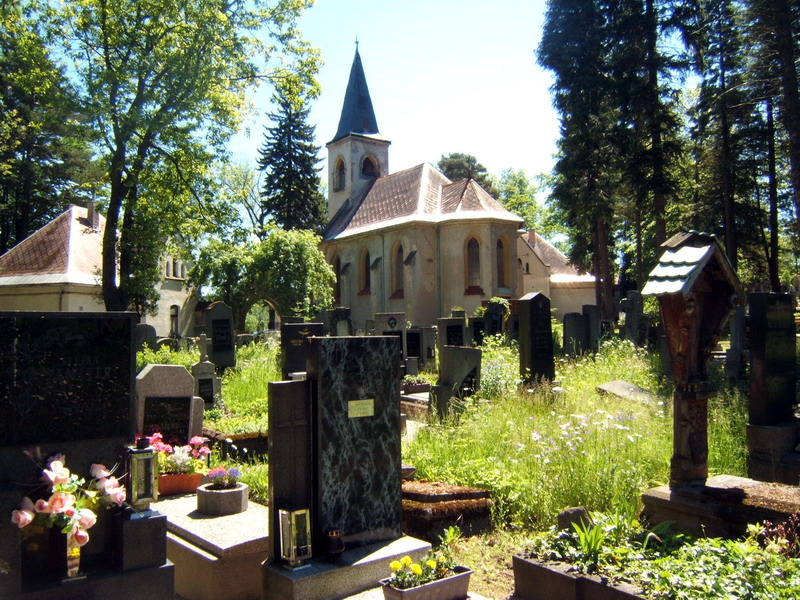
Lesní hřbitov s kaplí

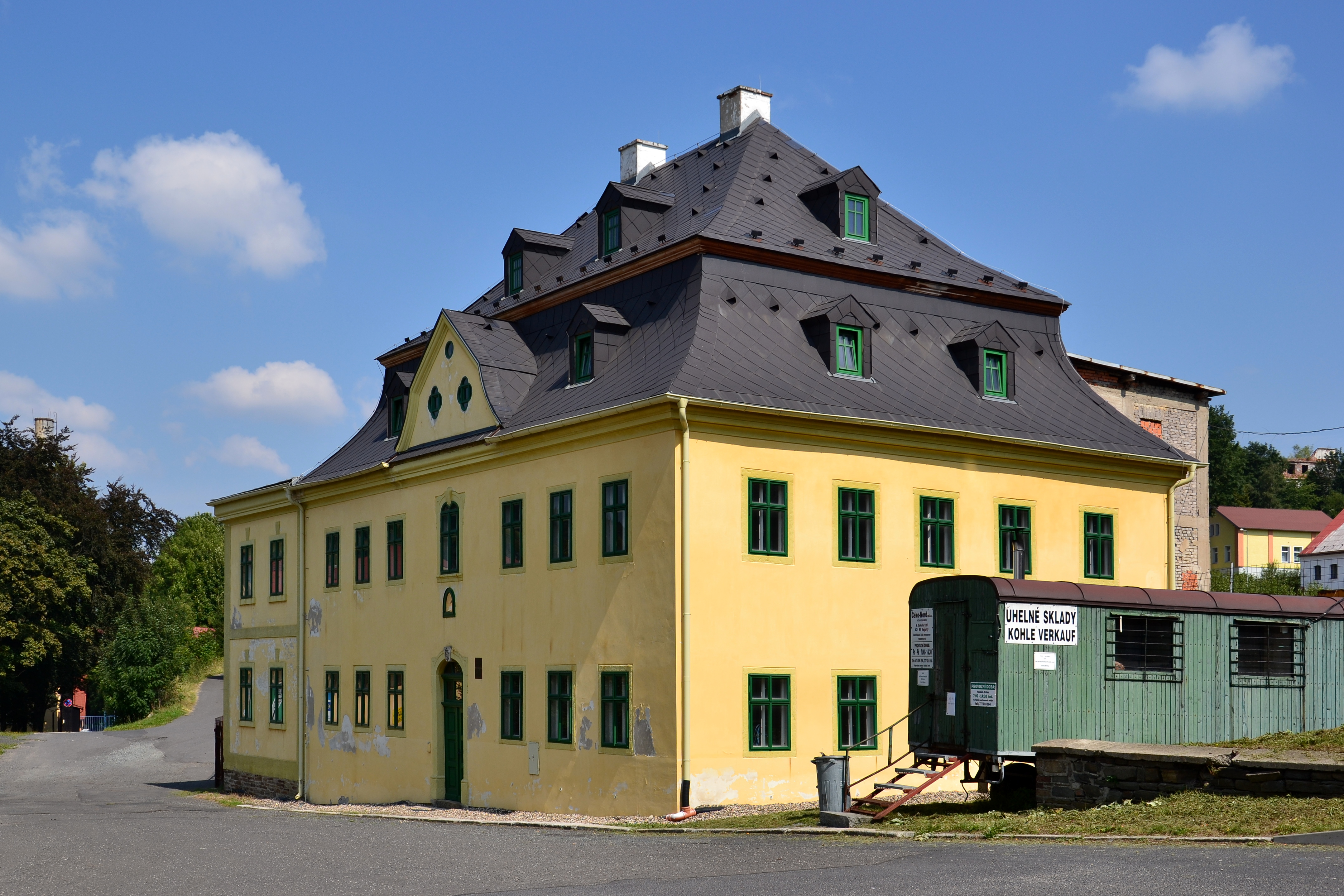
Dům čp. 309/22

- V ulici Bedřicha Smetany stojí nejstarší vejprtský kostel svatého Martina z poloviny šestnáctého století. Byl postaven v pozdně gotickém slohu, ale charakteristické architektonické rysy byly setřeny mladšími úpravami.[87]
- Farním kostelem je kostel Všech svatých v ulici Pohraniční Stráže. Byl postaven na místě starší stavby v pozdně barokním slohu v letech 1783–1786.[88] Do blízkosti kostela byly přemístěny dvě plastiky ze zatopené Přísečnice. Socha svatého Floriána pochází z roku 1723 a na východní straně kostela stojí plastika Nejsvětější Trojice z roku 1714.[89]
- Činžovní dům čp. 309/22 s mansardovou střechou pochází z roku 1787. Bývaly v něm kanceláře uhelných skladů.[90]
- V části Nové Zvolání stojí novogotický kostel Nejsvětějšího Srdce Ježíšova
- Na Lesním hřbitově je novogotická kaple, márnice a domek hrobníka,[91] postavené podle plánů městského stavitele Franze Petermanna a otevřené spolu s hřbitovem v roce 1908 náhradou za zrušený městský hřbitov u sv. Martina.[90] Dochovaly se zde dvě kaplové hrobky a několik drobných funerálních plastik, z nichž cenný je zejména náhrobní kříž z roku 1764. Před hřbitovem stojí sloup se sousoším Piety z roku 1726, přemístěný od přísečnického hřbitova a na křižovatce hlavních cest na hřbitově bylo umístěno sousoší Svaté rodiny přesunuté od cesty z Přísečnice do Rusové.[89]

## Osobnosti
- Franz Konrad Bartl (1750–1813), profesor matematiky
- Antonín Liewald (* 1785), podnikatel
- Theodor Innitzer (25. prosince 1875 – 9. října 1955), kardinál a arcibiskup vídeňský; syn prýmkaře Wilhelma Innitzera, vejprtského měšťana z domu čp. 362 a jeho manželky Marie rozené Seidlové[92]
- Wilhelm Dick (1897–1980), skokan na lyžích, první mistr světa v této disciplíně
- Ernst Bartl (1899–1972), radní a starosta Chebu, představitel sdružení odsunutých Eghalanda Gmoi
- Jupp Müller (1921–1985), spisovatel
- Lubomír Sršeň (* 1949), historik umění
- Jiří Kopta (1961–2013), herec
- Jakub Karel Berka (* 1962), duchovní
- Petr Vogel (* 1968), český šperkař, medailér a vysokoškolský pedagog

## Partnerská města
- Bärenstein, Německo
- Gunzenhausen, Německo (spřátelená obec)